# Agio
Agio (del italiano aggio, "añadido") es un término usado en comercio y finanzas de tipo de cambio, descuentos y subsidios (en inglés Discounts and allowances, en francés remises) que denomina a:
- Todo margen de beneficio que se obtiene en el cambio de monedas (muchas veces vendidas a un valor superior al normal) o en el descuento de letras, pagarés, etcétera.
- Por extensión también se llama agio a la especulación monetaria con los fondos públicos, especialmente con el alza o la baja de los mismos.
- También (por extensión) se llama agio a la especulación monetaria o en todo caso financiera abusiva (en este último caso se habla de agiotaje).

El agio se considera como lo opuesto al desagio, el cual se basa en una depreciación de los valores (por ejemplo el de los títulos públicos), con la intención de pagar por ellos un valor por debajo del valor (considerado constante) de los mismos.

## Variaciones de la paridad fija o los tipos de cambio en las monedas de diversos países
En la mayoría de los países que utilizan el patrón oro (o estándar oro), el valor de la moneda de norma se mantuvo hasta cierto punto uniforme de "finura", de modo que una moneda inglesa mantiene un tipo de crédito llamado "mint" que tiene una relación fija con otras monedas recién acuñadas de otros países en una situación similar: un ₤ = francos. 25-221 = mks. 20 a 429 US$ = 4-867, etc.
Este índice se conoce como el par perfecto de estado de cambio. Pero el par de cambio y de crédito llamado mint, entre Francia y Inglaterra no era necesariamente el valor de mercado de la moneda francesa en Inglaterra, o de la moneda inglesa en Francia. La balanza comercial entre los distintos países determinaría la tasa real de cambio. En caso de la balanza comercial en contra de Inglaterra, el dinero fue remitido a Francia en el pago de la deuda. Los costes de la migración de la moneda en valor metálico de un país a otro creó una demanda de las letras giradas sobre Francia como el método más barato y más rápido.
Entonces, en este caso, la adquisición de las divisas necesarias exigían el pago de una prima o extra, llamada el agio.

## Diferencial de tipos de cambio en el mismo país
El término agio suele ser utilizado también para denotar la diferencia de cambio entre dos monedas en el mismo país cuando, por ejemplo, la moneda de plata es la moneda de curso legal; entonces un agio está permitido a veces para el pago en la forma más conveniente de oro o cuando el valor del papel moneda de un país cae por debajo del valor en oro que nominalmente tal papel moneda dice representar.